# Raiffeisenbank Bargteheide
Die Raiffeisenbank eG, Bargteheide war eine Genossenschaftsbank in Bargteheide. Ihr Geschäftsgebiet umfasste die Regionen Bargteheide, Bargfeld-Stegen und Steinburg im Kreis Stormarn.

## Profil
Eigentümer der Bank waren die rund 3.500 Mitglieder der Genossenschaft.
Neben der Hauptgeschäftsstelle und dem Immobilienzentrum in Bargteheide verfügte die Raiffeisenbank über zwei weitere Geschäftsstellen in Bargfeld-Stegen und Mollhagen sowie einen externen Geldautomaten.

## Geschichte
1911 wurde die Spar- und Darlehenskasse Jersbek gegründet. 1965 fusionierte sie mit der gleichnamigen Genossenschaftsbank aus Delingsdorf zur Spar- und Darlehenskasse Bargteheide. Daraus wurde 1974 mit einem neuen Namen die Raiffeisenbank Bargteheide als eingetragene Genossenschaft. Nach weiteren Fusionen mit den ländlichen Genossenschaftsbanken in Bargfeld-Stegen (1983) und in Mollhagen (1989) sind die Filialen dort erhalten geblieben. In beiden Kommunen sind sie die einzige Bank mit vollem Service noch vor Ort. 2012 wurde das Immobilienzentrum in Bargteheide eröffnet.
Im Herbst 2018 sind die Vorstände der Raiffeisenbank eG, Bargteheide und der Volksbank eG, VBS mit Sitz in Bad Oldesloe in Gespräche über einen Zusammenschluss getreten. Die Vorstände und die Aufsichtsräte unterzeichneten am 8. März 2019 den Entwurf des Verschmelzungsvertrages. Am 18. Juni wurde die auf den 1. Januar 2019 rückwirkende Fusion beider Banken von der Generalversammlung der Raiffeisenbank Bargteheide eG mehrheitlich und am 19. Juni 2019 auf der Vertreterversammlung der Volksbank eG, VBS einstimmig beschlossen. Die technische Fusion beider Häuser ist für den 12. Oktober 2019 geplant.